# Trichosetodes compositus
Trichosetodes compositus is een schietmot uit de familie Leptoceridae. De soort komt voor in het Oriëntaals gebied.